# Kisherend
Kisherend (horvátul: Renda) község Baranya vármegyében, a Pécsi járásban.

## Fekvése
Siklós északi vonzáskörzetében fekszik; a szomszédos települések: kelet felől Peterd, délkelet felől Újpetre, délnyugat felől Vokány, északnyugat felől pedig Egerág.

### Megközelítése
Zsáktelepülésnek tekinthető, mivel közúton csak egy útvonalon érhető el: a Pécs-Siklós közti 5711-es útról letérve, az 57 113-as számú mellékúton.
Vasútvonal nem érinti.

## Története
Kisherend és környéke már az ókorban is lakott hely volt, amit a területén fellelhető nagyszámú római korból származó lelet is bizonyít.
Herend (Kisherend) nevét az oklevelek 1282-ben  említik  egy odavaló lakos nevében.
1330-ban nevét Herend néven írták, és Ormándi Miklós birtoka volt, aki mivel fiu utóda nem született, itteni birtokát 1289-ben vejére Deniper fia Istvánra hagyta.
A település a török hódoltság alatt elnéptelenedett, majd az 1700-as években magyarok népesítették újra. Később azonban néhány német család is megtelepedett itt.

## Közélete

### Polgármesterei
- 1990–1994: Völgyi Sándor (FKgP)[4]
- 1994–1998: Völgyi Sándor (független)[5]
- 1998–2002: Völgyi Sándor (független)[6]
- 2002–2006: Völgyi Sándor (független)[7]
- 2006–2010: Köves Sándor István (független)[8]
- 2010–2011: Köves Sándor István (független)[9]
- 2011–2014: Bóli Ildikó (független)[10]
- 2014–2015: Bóli Ildikó (független)[11]
- 2016–2019: Varga Zsolt (független,[12] a Jobbik Magyarországért Mozgalom támogatásával)[13]
- 2019–2024: Varga Zsolt (független)[14]
- 2024– : Varga Zsolt (független)[1]

A településen 2011. október 16-án időközi polgármester-választást (és képviselő-testületi választást) tartottak, az előző képviselő-testület önfeloszlatása miatt. A választáson a hivatalban lévő faluvezető is elindult, de alulmaradt egyetlen kihívójával szemben.
2016. január 24-én újabb időközi választást tartottak Kisherenden,  ezúttal is azért, mert a képviselő-testület néhány hónappal korábban – 2015 októberében – az önfeloszlatás mellett döntött. A választáson a hivatalban lévő polgármester nem indult el.

## Népesség
A település népességének változása:
| Lakosok száma | 190  | 196  | 194  | 173  | 174  | 173  | 176  | 179  |
|               | 2013 | 2014 | 2015 | 2019 | 2021 | 2022 | 2023 | 2024 |

A 2011-es népszámlálás során a lakosok 95,7%-a magyarnak, 2,1% cigánynak, 0,5% horvátnak, 0,5% románnak mondta magát (4,3% nem nyilatkozott; a kettős identitások miatt a végösszeg nagyobb lehet 100%-nál). A vallási megoszlás a következő volt: római katolikus 52,4%, református 2,1%, felekezeten kívüli 10,2% (33,2% nem nyilatkozott).
2022-ben a lakosság 91,9%-a vallotta magát magyarnak, 7,5% cigánynak, 0,6% horvátnak, 1,2% egyéb, nem hazai nemzetiségűnek (8,1% nem nyilatkozott; a kettős identitások miatt a végösszeg nagyobb lehet 100%-nál). Vallásuk szerint 40,5% volt római katolikus, 2,9% református, 0,6% egyéb keresztény, 20,2% felekezeten kívüli (35,3% nem válaszolt).

## Nevezetességei
- Harangláb